# Komisariat Straży Celnej „Plesewo”

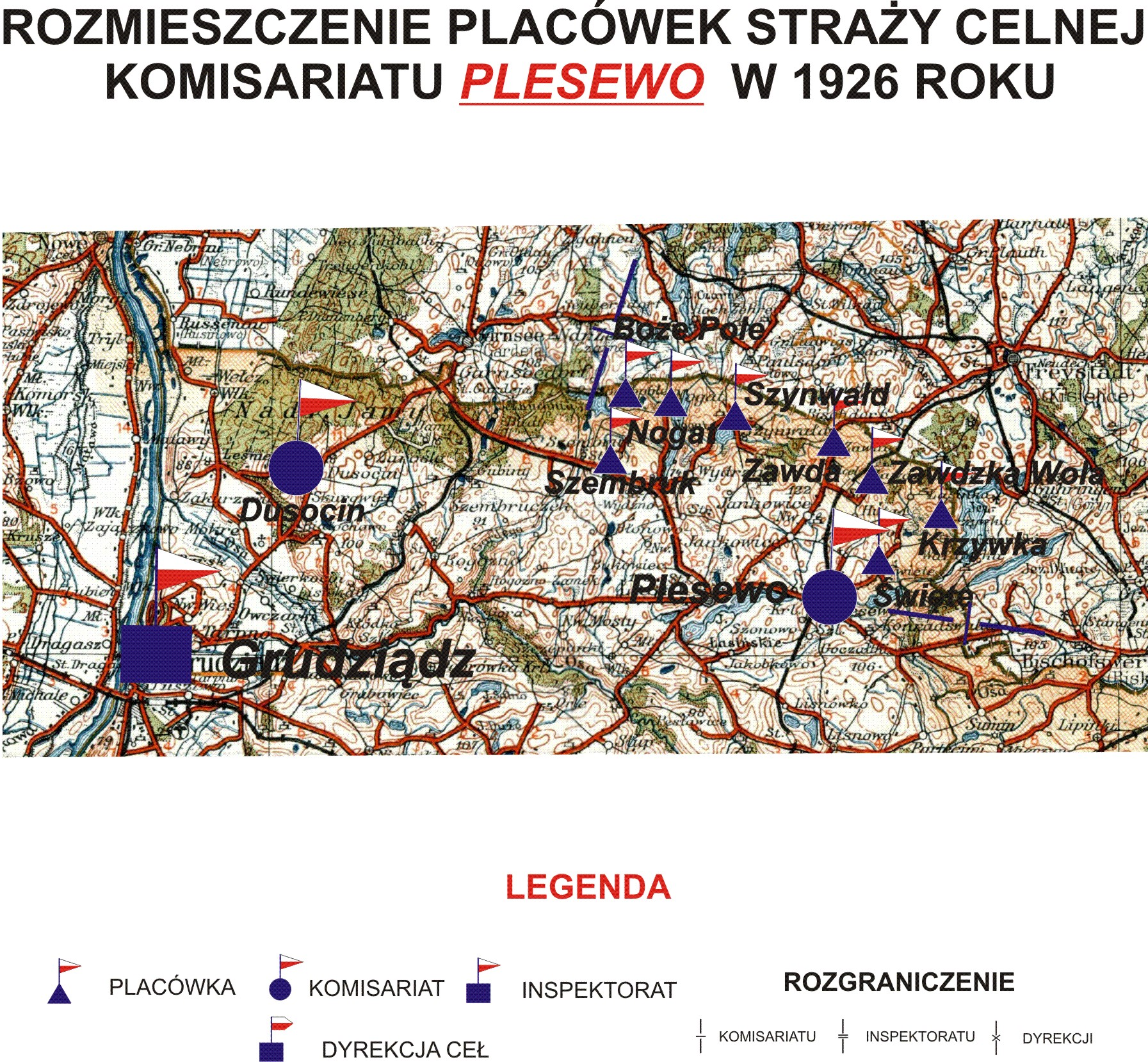
Rozmieszczenie placówek SC komisariatu "Plesewo" w 1926 r.

Komisariat Straży Celnej „Plesewo” – jednostka organizacyjna Straży Celnej pełniąca służbę ochronną na granicy polsko-niemieckiej w latach 1921–1928.

## Formowanie i zmiany organizacyjne
Na wniosek Ministerstwa Skarbu, uchwałą z 10 marca 1920 roku, powołano do życia Straż Celną. Od połowy 1921 roku jednostki Straży Celnej rozpoczęły przejmowanie odcinków granicy od pododdziałów Batalionów Celnych. W 1922 roku w Dusocinie stacjonował sztab 2 kompanii 16 batalionu celnego. Kompania wystawiała między innymi placówki na terenie przyszłego komisariatu SC „Plesewo”. Pododdziały 16 batalionu celnego zostały zluzowane przez strażników celnych 14 marca 1922 roku o godzinie 12:00 . Proces tworzenia Straży Celnej trwał do końca 1922 roku. Komisariat Straży Celnej „Plesewo”, wraz ze swoimi placówkami granicznymi, wszedł w podporządkowanie Inspektoratu Straży Celnej „Grudziądz”.
W drugiej połowie 1927 roku przystąpiono do gruntownej reorganizacji Straży Celnej. W praktyce skutkowało to rozwiązaniem tej formacji granicznej. Rozporządzeniem Prezydenta Rzeczypospolitej Polskiej Ignacego Mościckiego z 22 marca 1928 roku w jej miejsce powoływano z dniem 2 kwietnia 1928 roku Straż Graniczną.
Rozkazem nr 1 z 12 marca 1928 roku w sprawach organizacji Mazowieckiego Inspektoratu Okręgowego, Naczelny Inspektor Straży Celnej gen. bryg. Stefan Pasławski powołał komisariat Straży Granicznej „Łasin” z podkomisariatem Dusocin, który przejął ochronę granicy od rozwiązywanego komisariatu Straży Celnej. 
Na podstawie rozkazu Mazowieckiego Inspektora Okręgowego nr 3 z 17 kwietnia 1928, do komisariatu „Plesewo” dodano placówkę „Wielka Tymawa” z komisariatu „Lipinki”.
Na podstawie rozkazu Mazowieckiego Inspektora Okręgowego nr 4 z 27 kwietnia 1928, w okresie reorganizacji, komisariat „Plesewo” i komisariat „Dusocin” traktowano jako jeden komisariat.
Rozkazem Mazowieckiego Inspektora Okręgowego nr 8 z 18 lipca 1928, komisariat SG „Łasin” powstał na bazie komisariatu  „Plesewo” i komisariatu „Dusocin”. Komisariat Plesewo został zlikwidowany, a cały inwentarz przekazał nowo powstałemu komisariatowi.

## Służba graniczna
Sąsiednie komisariaty
- komisariat Straży Celnej „Lipinki” ⇔  komisariat Straży Celnej „Dusocin” − 1926

## Funkcjonariusze komisariatu
Kierownicy
- p.o starszy przodownik Jakub Rabiega (był w 1926)
- podkomisarz Stanisław Gruchała ( – V 1928[13])

Obsada personalna w 1926:
- kierownik komisariatu – p.o starszy przodownik Jakub Rabiega
- pomocnik kierownika komisariatu – starszy strażnik Klemens Lemież

## Struktura organizacyjna
Organizacja komisariatu w 1926 roku:
- komenda – Plesewo
- placówka Straży Celnej „Boże Pole”
- placówka Straży Celnej „Nogat”
- placówka Straży Celnej „Szynwałd”[a]
- placówka Straży Celnej „Zawda”[14] (Zawada[15])
- placówka Straży Celnej „Zawdzka Wola” (Zawadzka Wola[15])
- placówka Straży Celnej „Krzywka”
- placówka Straży Celnej „Święte”